# Niklas Bäckström
Niklas Bäckström (født 22 august 1989 i Luleå i Sverige, er en professionell svensk MMA-uddøver som konkurrerede i organisationen Ultimate Fighting Championship (UFC) i fjervægt-klassen. Den 31. maj, 2014 debuterede Bäckström i UFC med at besejre Tom Niinimäki via sybmission (rear-naked choke) i første omgang.

## Biografi
Som 10-årig begyndte Bäckström at træne jiu jitsu. I 14-årsalderen trænede han også boksning og brydning. Efter gymnasiet flyttede han til Stockholm for at kunne fortsætte med at udvikle sig inden sporten. Bäckström debuterede i Europa MMA den 22. marts 2014 da han besejrede tyske Max Coga på knockout efter 15 sekunder i første omgang. 

### Ultimate Fighting Championship
Den 31. maj, 2014 kæmpede Bäckström sin første kamp i organisationen Ultimate Fighting Championship (UFC) mod Tom Niinimäki på UFC Fight Night: Muñoz vs. Mousasi som blev afholdt i Berlin i Tyskland. Han erstattede Thiago Tavares, som skulle have mødt Niinimäki men var tvunget til at melde afbud på grund af en skade. Bäckström vandt over Niinimäki efter 4.15 i første omgang via submission.
Bäckström fick även utmärkelsen Performance of the Night för matchen mot Niinimäki.
Den 25. juli, 2014 blev det offentliggjort at Bäckströms anden kamp i UFC skulle finde sted den 4. oktober i Stockholm på UFC Fight Night: Nelson vs. Story. Niklas modstander var britiske Mike Wilkinson.
Før kampen mod Mike Wilkinson udtrykte Bäckström i et interview at han var sikker på at han ville vinde kampen og anså Unibets matchodds på 1.17 for at være for høje. I et interview til svenske TV 4 Sport fortsatte han i den overmodige tone: "Jag kan ha en dålig dag men ändå ha en bättre teknik och fightingförmåga än vad han skulle ha på en bra dag, så jag anser att han behöver prestera över sina färdigheter".
I første omgang ramte Bäckström med nogle velplacerede spark mod Wilkinsons hoved. Det lykkedes dog Wilkinson at kontrobokse og ramme med et lynhurtigt slag, der slog Bäckström ud og dommeren stoppede kampen. Tiden var 1 minut og 19 sekunder i 1. omgang.
Efter kampen har Bäckström undskyldt over for flere medier om sit agerande efter knockouten, då han lige efter kampen havde ment at den var blevet afsluttet for tidligt.
Den 2. april, 2015 blev det offentliggjort at Bäckström skulle møde israeleren Noad Lahat i Berlin, Tyskland, den 20. juni, 2015. Niklas tabte kampen via enstemmig afgørelse.
Den 27. august, 2015 blev det offentliggjort at Ultimate Fighting Championship (UFC) havde opsagt samarbejdet med Bäckström.

### Efter UFC
Den 19. oktober, 2015 meddelte den svenska MMA-organisationen Battle of Botnia at Bäckström skulle mæde Georgi Stoyanov på deres galla den 28. november, 2016 i Umeå. Niklas dominerede kampen under den korte tid den varede og submittede bulgaren via rear-naked choke i anden omgang.

## Mesterskaber og meritter

### MiMA
- Ultimate Fighting Championship
  - Performance of the Night vs. Tom Niinimäki[13]

## Externe henvisninger
- Officielle hjemmeside
- Niklas Bäckström UFC
- Niklas Bäckström på Sherdog.com
- Niklas Bäckström på Under Ground Arkiveret 17. oktober 2015 hos  Wayback Machine
- Niklas Bäckström på Kimura

- Niklas Bäckström hos Sherdog (engelsk)